# 蔣以忠
蔣以忠（1533年—1589年），字伯孝，號貞菴，直隸蘇州府常熟縣人，軍籍，明朝政治人物。

## 生平
隆慶元年（1567年）丁卯科應天鄉試第二十三名舉人，二年（1568年）聯捷戊辰科會試第一百三十六名，三甲第二百二十八名進士。授福建長樂縣知縣，擢南京刑部主事，丁父憂歸。服除刑部雲南司主事，以病歸。起補刑部四川司主事，晉郎中，出為直隸廣平府知府，萬曆五年（1577年）遷四川按察司副使，以病免。十七年（1589年）卒，祀鄉賢。

## 著作
著有《藝圃琳琅》、《清權山人集》。

## 家族
曾祖蔣岳，知州；祖父蔣栻；父蔣世卿（1512年-1577年）。母朱氏；繼母湯氏。妻周氏，封孺人。弟蔣以化（隆慶元年丁卯科舉人）、蔣以行、蔣以載、蔣以仁、蔣以遜。子蔣國瑜、蔣國玞（湖廣行都司斷事，娶貴州布政使司右參議陳禹謨女）。